# Спор о струне
Спор о струне, спор о колеблющейся струне, спор о звучащей струне — научная дискуссия, развернувшаяся в XVIII веке между крупнейшими учёными того времени вокруг изучения колебаний струны. В спор оказались вовлечены Д’Аламбер, Эйлер, Д. Бернулли, Лагранж. Дискуссия касалась определения понятия функции и оказала решающее влияние на множество разделов математики: теорию дифференциальных уравнений в частных производных, математический анализ и теорию функций вещественной переменной, теорию тригонометрических рядов Фурье и теорию обобщённых функций и пространств Соболева.

## Предпосылки к спору
Возможность теоретического изучения колебаний с точки зрения механики появилась с открытием законов Ньютона (1687) и разработкой анализа бесконечно малых, интегрального и дифференциального исчислений. Однако различные исследования велись и до этого момента Галилеем, Мерсенном, Декартом, Гюйгенсом и др. В 1625 году Мерсенном была обнаружена зависимость между частотой {\displaystyle \nu }, натяжением {\displaystyle T}, площадью поперечного сечения {\displaystyle A} и длиной {\displaystyle l} струны, выражающаяся в пропорциональности
{\displaystyle \nu \sim {\frac {1}{l}}{\sqrt {\frac {T}{A}}}.}
Закон Мерсенна был объяснен теоретически Тейлором почти через столетие, в 1713 году. В его работе исследуется отклонение струны от начального положения, выраженное в виде функции {\displaystyle y=y(x)}.
Тейлор полагал, что в любой фиксированный момент времени струна должна иметь форму синусоиды {\displaystyle y=k\sin(\pi x/l)} (что на самом деле оказывается простейшей формой колеблющейся струны), амплитуда которой зависит от времени, и что при любом начальном условии струна стремится перейти в такое «основное» состояние (что, как оказалось, не соответствует действительности). Этот подход, иногда называемый «методом стоячих волн», был продолжен Д. Бернулли, однако получил строгое обоснование лишь в работах Фурье.
Тейлор также установил, что сила натяжения, действующая на бесконечно-малый элемент струны и направленная в сторону её отклонения, пропорциональна второй производной {\displaystyle d^{2}y/dx^{2}}. В дальнейшем Д’Аламбер стал рассматривать зависимость отклонения не только от пространственной координаты {\displaystyle x}, но и от времени {\displaystyle t}. Это позволило строго применить второй закон Ньютона, что, однако, потребовало переосмысления природы производной, рассматриваемой Тейлором: она стала частной производной {\displaystyle \partial ^{2}y/\partial x^{2}}. Ускорение элемента описывалось другой частной производной: {\displaystyle \partial ^{2}y/\partial t^{2}}.
В 1747 году Д’Аламбер переформулировал закон, найденный Тейлором, в терминах дифференциальных уравнений с частными производными и записал уравнение колебания струны в современном виде, называемом волновым уравнением:
{\displaystyle {\frac {\partial ^{2}y}{\partial t^{2}}}=a^{2}{\frac {\partial ^{2}y}{\partial x^{2}}}.}

## Решения Д’Аламбера и Эйлера
Д’Аламбер применяет следующий подход к решению уравнения колебания струны. Полагая {\displaystyle a=1}, он заметил, что при выполнении уравнения колебаний струны справедливо равенство
{\displaystyle d\left({\frac {\partial y}{\partial x}}\pm {\frac {\partial y}{\partial t}}\right)=\left({\frac {\partial ^{2}y}{\partial t^{2}}}\pm {\frac {\partial ^{2}y}{\partial x\partial t}}\right)(dt\pm dx),}
и сделал вывод, что коэффициент при дифференциальной форме {\displaystyle dt\pm dx} является функцией от {\displaystyle (t\pm x)} и может быть вычислен интегрированием правой части этого равенства. Это позволяет записать линейную систему на первые частные производные от {\displaystyle y}, решение которой даёт полный дифференциал функции {\displaystyle y}. Последняя восстанавливается повторным интегрированием. Этот метод позволяет записать решение уравнения колебания струны в виде
{\displaystyle y(t,x)=\phi (t+x)+\psi (t-x),}
где {\displaystyle \phi } и {\displaystyle \psi } — некоторые произвольные функции, определяемые из начальных условий. Д’Аламбер назвал такое решение общим, подчёркивая, что оно представляет собой целое множество различных решений уравнения.
Аналогичное решение вскоре получил Эйлер, сформулировав то, что мы сейчас назвали бы задачей Коши с заданной начальной формой струны и нулевой начальной скоростью. Выведя уравнение колебания струны и рассматривая его для произвольного {\displaystyle a}, он получил решение
{\displaystyle y=\phi (x+at)+\psi (x-at),}
незначительно отличающееся от решения Д’Аламбера. В 1766 году Эйлер разрабатывает новый метод, известный сейчас как метод характеристик: переходя к координатам {\displaystyle u=x+at,\ v=x-at}, он записывает исходное уравнение в виде
{\displaystyle {\frac {\partial ^{2}y}{\partial u\,\partial v}}=0,}
который легко поддается интегрированию.
Несмотря на то, что Д’Аламбер и Эйлер получили практически одинаковые по форме решения уравнения колебания, они по-разному воспринимали их смысл. Ключевая проблема состояла в том, что полученные решения содержали произвольные функции. Однако общепринятого определения функции на тот момент не было, и среди математиков существовали разные мнения о том, какие функции допустимо рассматривать в анализе, а какие нет. Разногласия по этому вопросу между Д’Аламбером и Эйлером вылились в серию публикаций, начавших спор о струне, к которому впоследствии присоединились другие учёные.

## Определение функции
В зарождающемся математическом анализе XVII—XVIII веков присутствовали два основных подхода: наглядный нестрогий механико-геометрический и формальный алгебраический. С этих двух точек зрения воспринималось и понятие функции. С механистической точки зрения, восходящей к Ньютону и Барроу, функция — это переменная величина, изменяющаяся с течением времени. Последнее в данном случае выступает в качестве аргумента. Другой подход к функции, восходящий к Ферма и Декарту, но впервые явно сформулированный Иоганном Бернулли (отцом Даниила Бернулли, о котором пойдёт речь ниже), состоит в том, что «функцией переменной величины… называется количество, составленное каким угодно способом из этой переменной величины и постоянных», то есть некоторая формула, аналитическое выражение от аргумента (не обязательно являющееся аналитической функцией в современном понимании). Класс допустимых операций, с помощью которых можно было получать функции, также варьировался, однако обычно включал в себя арифметические действия, извлечение корня и переходы к пределам, что позволяло рассматривать бесконечные ряды. Первый подход доставлял более широкий класс функций, однако ни строгого определения, ни эффективных методов работы со столь общим понятием функции к середине XVIII века математики не имели, и в анализе, а также геометрических приложениях исследовались функции, задаваемые одной формулой.
Д’Аламбер рассматривал задачу о струне в первую очередь с позиции чистого математика и не считал своей целью объяснение таких физических эффектов, как гармоническое звучание струны или явление обертонов. Это может показаться несколько странным, но подобный подход к задачам, изначально происходящим из физики, оказался чрезвычайно эффективным в науке XVIII века. Так, рассматривая колебание струны с закреплёнными концами и нулевой начальной скоростью, Д’Аламбер записывает решение в виде
{\displaystyle y(t,x)={\frac {1}{2}}{\big (}f(x-at)+f(x+at){\big )},}
полагая при этом, что функция {\displaystyle f(x)}, определяющая положение струны в начальной момент времени, должна быть задана каким-то одним правилом, действующим для всех вещественных чисел (чтобы решение было определено для любого момента времени), но таким, чтобы она была нечётной и периодической, с периодом длины 2l (где l — длина струны), что требуется для выполнения граничных условий.
|                                                                    |
| Начальное состояние струны, деформированной на небольшом интервале |
| анимация                                                           |

Для Эйлера, напротив, было понятно, что струне в начальный момент времени можно придать форму практически произвольной кривой, начерченной «свободным влечением руки». Из физических соображений он предложил рассмотреть функцию, определённую на интервале {\displaystyle 0\leqslant x\leqslant l}, а затем продолжить эту функцию, пользуясь её нечётностью и периодичностью, на все вещественные числа. Получившийся объект, однако, не был «функцией» в том смысле, который в него вкладывал Д’Аламбер (и даже сам Эйлер ранее). Впоследствии Эйлер предлагал также считать, что начальное условие (а, следовательно, и решение) может быть задано не одним аналитическим выражением, а несколькими («кусочно-аналитическое» задание), а впоследствии и вообще отказался от аналитического задания. В частности, он допускал негладкие функции с «изломами» графика — которые естественно представить себе, рассматривая струну, оттянутую в одной точке.
|                                                     |
| Начальное состояние струны, оттянутой в одной точке |
| анимация                                            |

Д’Аламбер отмечал, что рассматривать произвольную кривую нельзя, поскольку это «противоречит всем правилам анализа», и настаивал на том, что начальное условие обязано задаваться одной периодической, нечётной и всюду дифференцируемой функцией. Отдельной критике подверглось использование функций «с изломами». Д’Аламбер писал, что само уравнения колебания требует, чтобы решение имело как минимум вторые частные производные. Однако если начальное условие имело излом в какой-то точке, то и решение, получаемое по найденным формулам, оказывалось негладким в какой-то момент времени в любой наперёд заданной точке. Тем самым, оно не могло удовлетворять уравнению в точках изломов. Здесь особую роль сыграло свойство гиперболических уравнений в частных производных (к которым относится уравнение колебания струны) сохранять гладкость начального условия, а не увеличивать её (что происходит в случае эллиптических уравнений).
Основной ответ Эйлера на общие возражения состоял в том, что изучение уравнений с частными производными существенно отличается от «обычного анализа» функций одной переменной, где в основном рассматриваются преобразования отдельных аналитических выражений, и нет необходимости рассматривать «смешанные» функции. Ответ на возражения по поводу негладких решений сводился к тому, что оно будет отличаться от гладкой лишь на «бесконечно-малую» величину, и это различие можно игнорировать — что, конечно, не могло устроить Д’Аламбера. Другой аргумент состоял в том, что Эйлер предложил «забыть» об исходном уравнении, и считать, что явление описывается найденным общим решением, а не уравнением.

## Взгляд физика: решение Д. Бернулли
Даниил Бернулли вступил в спор между Эйлером и Д’Аламбером, подвергнув критике их решения с точки зрения физики как чрезвычайно абстрактные. В своих публикациях он отмечал, что это замечательные математические результаты, но спрашивал: «при чём здесь звучащие струны?».
Исходя из представлений о природе колебаний, он развивает идею о важной роли «чистых колебаний» синусоидальной формы, появившуюся ещё у Тейлора. Его догадка заключалась в том, что произвольное колебание может быть представлено как «наложение», или сумма, нескольких чистых колебаний (принцип суперпозиции), что соответствовало наблюдением за струной: издаваемый ею звук состоит из основного тона и множества обертонов. Бернулли нашёл решение уравнения колебания в виде суммы тригонометрического ряда и утверждал (опять же исходя из физических соображений), что таким рядом можно представить произвольную функцию. Это предположение он не мог подтвердить математически — в частности, он не знал формулы для вычисления коэффициентов такого ряда. Тем не менее он полагал, что его решение не только имеет бо́льший физический смысл, чем решения Д’Аламбера и Эйлера, но и является более общим.
В то время ряды были важным объектом изучения, и многие математики (включая Ньютона) рассматривали степенные ряды (с вещественными показателями степеней) как универсальный способ записи произвольных функций. Однако необходимого уровня понимания тригонометрического ряда на тот момент достигнуто не было, и ни Д’Аламбер, ни Эйлер не согласились с тем, что тригонометрический ряд способен описывать достаточно широкий класс функций. Это непонимание усиливалось распространенным тогда представлением, что если два аналитических выражения совпадают на каком-то участке числовой оси, то они совпадают всюду. Так, Эйлер не мог поверить в то, что тригонометрическим рядом можно описать поведение струны, возмущённой только на небольшом участке. Возражения также вызывало требование периодичности функции, представимой в виде ряда, естественно следующее из периодичности слагаемых.
Лишь в много более поздних работах Фурье (начало XIX века) было показано, что даже недоступные для описания степенным рядом (и не являющиеся аналитическими в современном понимании) функции с изломами могут быть представлены на некотором отрезке тригонометрическим рядом. Дальнейшие исследования вопросов сходимости рядов Фурье привели Кантора к построению теории множеств и в конечном итоге к появлению современного функционального анализа.

## Обобщённые функции
Результаты Фурье ответили на один из ключевых вопросов в споре о струне: о представимости широкого класса функций тригонометрическим рядом. Однако другой источник разногласий — парадокс, связанный с возможностью негладкости начальных условий, а, следовательно, и решений — оставался открытым не только в XVIII, но и в XIX веке. Он был разрешён только в XX веке с появлением аппарата обобщённых функций (распределений). Основы этой теории были заложены в конце 1936 года С. Л. Соболевым в результате исследования задачи Коши для гиперболических уравнений (к которым относится и уравнение колебания струны) и в дальнейшем строго развиты Лораном Шварцем в 1950-х годах.
Идея состоит в замене уравнения колебания на эквивалентное ему (в некотором смысле) интегральное уравнение, решение которого ищется уже не в классе дважды гладких функций, а в так называемых соболевских пространствах, представляющих собой пополнение пространства непрерывных функций по некоторой специальной метрике. Можно также считать, что производные негладкой функции, стоящие в левой части уравнения колебания струны, являются обобщённой функцией, и равенство справедливо в смысле обобщённых функций.